# Scheinhanf
Scheinhanf (Datisca) ist die einzige Pflanzengattung der Familie der Scheinhanfgewächse (Datiscaceae) innerhalb der Ordnung der Kürbisartigen (Cucurbitales). Es gibt nur zwei Arten, in ariden Gebieten; die Gattung Datisca besitzt ein disjunktes Areal.

## Beschreibung

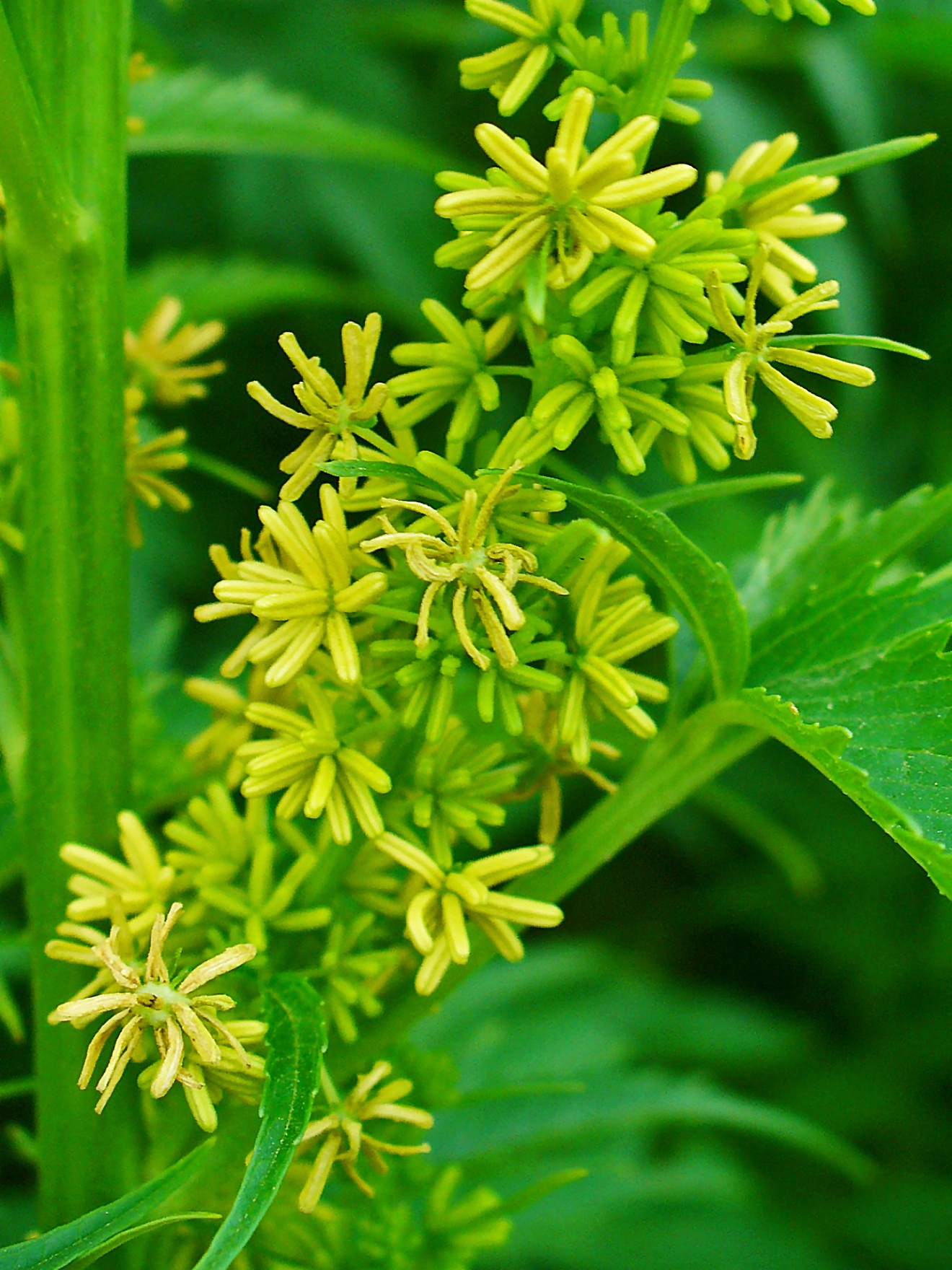
Blütenstand einer männlichen Pflanze von Datisca cannabina

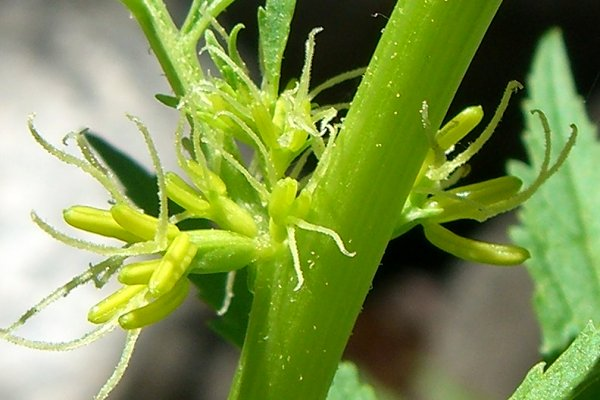
Blüten von Datisca glomerata

### Erscheinungsbild und Blätter
Datisca-Arten sind hochwachsende, ausdauernde krautige Pflanzen, die Wuchshöhen von bis zu 2 Meter erreichen. Sie sehen Hanf (Cannabis) sehr ähnlich, daher der deutsche Name. Die grünen Pflanzenteile sind kahl. Die wechselständigen, gestielten Laubblätter besitzen unpaarig gefiederte Blattspreiten. Die Blattränder der Fiederblättchen sind gezähnt. Die Stomata sind anomocytisch. Nebenblätter fehlen.

### Blütenstände und Blüten
An langen, beblätterten Zweigen befinden sich endständig, bündlige Blütenstände. Datisca cannabina ist zweihäusig getrenntgeschlechtig (diözisch), Datisca glomerata androdiözisch. Kronblätter fehlen. Bei männlichen Blüten sind drei bis neun Kelchblätter und acht bis 25 freie, fertile Staubblätter vorhanden. Bei den zwittrigen Blüten sind drei bis acht Kelchblätter und drei bis fünf freie, fertile Staubblätter und der Fruchtknoten wie in den weiblichen Blüten vorhanden. Die Staubfäden sind nur kurz. Bei den weiblichen Blüten sind drei bis acht Kelchblätter und drei bis fünf Fruchtblätter sind zu einem unterständigen Fruchtknoten verwachsen mit gleich vielen freien Griffeln wie Fruchtblättern. Je Fruchtknotenkammer sind 30 bis 100 („viele“) anatrope, bitegmische, tenuinucellate Samenanlagen enthalten.
Die Bestäubung erfolgt durch den Wind (Anemophilie).

### Früchte und Samen
Sie bilden gestielte, längliche, ledrige, drei- bis vierrippige (selten fünfrippige) Kapselfrüchte, die am oberen Ende zwischen den dann noch vorhandenen Griffeln beginnen sich zu öffnen und viele (30 bis 100) kleine Samen enthalten. Die Samen enthalten mehr oder weniger kein Endosperm. Der gerade Embryo ist gut entwickelt, aber klein und besitzt zwei ölhaltige Keimblätter (Kotyledone).

### Chromosomenzahlen und Inhaltsstoffe
Die Chromosomengrundzahl beträgt x = 11. An Flavonoiden wurden Kaempferol und Quercetin nachgewiesen.

## Systematik und Verbreitung
Die  Gattung Datisca und damit diese Familie besitzt ein disjunktes Areal mit der einen Art in Südosteuropa und im westlichen Asien und der anderen im westlichen Nordamerika. Sie gedeihen jeweils in ariden Gebieten.
In der Gattung Datisca und damit auch der Familie der Scheinhanfgewächse (Datiscaceae) gibt es nur zwei Arten:
- Datisca cannabina L. (inklusive Datisca nepalensis D.Don): Die gefiederten Laubblätter sind 15 bis 30 cm lang mit fünf bis elf gestielten, 2,5 bis 4 cm langen, gezähnten Fiederblättchen. Das Verbreitungsgebiet reicht vom östlichen Mittelmeerraum (Kreta, Türkei, Libanon, nördlicher Iran) bis zum Himalaja: von Kasachstan bis Nepal, einschließlich Afghanistan, dem westlichen Pakistan und dem westlichen China. Besonders die weiblichen Pflanzen sehen dekorativ aus und werden deshalb als seltene Zierpflanzen angepflanzt.
- Datisca glomerata (C.Presl) Baillon: Sie ist im westlichen Nordamerika in Kalifornien und Nevada verbreitet.

Zur Familie der Scheinhanfgewächse (Datiscaceae) gehörten früher auch die Taxa der Tetramelaceae. Beide Familien sind am nächsten mit den Begoniaceae verwandt.